# Макоев, Алихан Амурханович
Алиха́н Амурха́нович Мако́ев (осет. Махъоти Амурхани фурт Алихан; род. 17 июля 1922, с. Вольно-Магометанское (ныне с. Чикола), Дигорский район, Осетинский округ, ГАССР, РСФСР, СССР — 27 марта 1981, с. Чикола, Ирафский район, Северная Осетия, РСФСР, СССР) — Герой Советского Союза. Командир батальона 1042-го (ранее 885-го) стрелкового полка 295-й стрелковой дивизии 5-й ударной армии 1-го Белорусского фронта, подполковник.

## Биография
Алихан Макоев родился 17 июля 1922 года в селе Вольно-Магометанское Дигорского района Осетинского округа Горской АССР. (ныне Ирафский район Республики Северной Осетии).
В Красной Армии с января 1941 года. Окончил 2-е Орджоникидзевское военное пехотное училище в январе 1942 года и был направлен на фронт. Во время Великой Отечественной войны 7 раз был ранен, из них 2 раза — тяжело, каждый раз возвращался в боевой строй.
Участвовал: 
В обороне Донбасса и Кавказа – в 1942 году; 
В боях за родную Чиколу, Нальчик, Пятигорск, Ессентуки, Краснодар, в освобождении Донбасса, в том числе города Макеевки – в 1943; 
В форсировании Днепра и десанте в город Херсон, в освобождении городов Николаева, Одессы, Очакова, в форсировании Южного Буга и Днестра, в Ясско-Кишиневской операции, в завоевании Магнушевского плацдарма на Висле – в 1944; 
В прорыве обороны противника на Магнушевском плацдарме, в освобождении Польши, в том числе городов Влоцлавек, Гнезно, в форсировании Одера в районе города Кюстрин, в прорыве обороны противника на Кюстринском плацдарме и штурме Берлина – в 1945 г. 
Командир батальона майор Макоев отличился в боях за расширение плацдарма на реке Одер западнее города Кюстрин (Кюстшин, Польша). 26-27 марта 1945 года батальон отразил 12 контратак противника, нанеся ему большой урон. В апреле 1945 года на подступах к Берлину Макоев поднял батальон в атаку и овладел выгодным рубежом, отлично действовал в уличных боях в городе, очистив от противника несколько кварталов и Монетный двор. 
- С января 1942 года — младший лейтенант, командир пулемётного взвода, с мая 1942 года — лейтенант, заместитель командира пулемётной роты.
- С августа 1942 года — командир пулемётной роты, с декабря того же года — старший лейтенант.
- С июня 1943 года — начальник штаба батальона.
- С ноября 1943 года — командир батальона 1042 (ранее 885) Краснознамённого стрелкового полка 295-й стрелковой дивизии
- С июня 1944 года — капитан, с декабря 1944 года — майор.

До 1956 года подполковник Макоев продолжал службу в Советской Армии. После выхода в запас жил в селе Октябрьское Пригородного района Северной Осетии.
Умер 27 марта 1981 года. Похоронен в селе Чикола на территории братской могилы бойцов, погибших при освобождении Ирафского района.

## Награды
- Указом Президиума Верховного Совета от 15 мая 1946 года за образцовое выполнение боевых заданий командования на фронте борьбы с немецко-фашистскими захватчиками и проявленные при этом мужество и героизм майору Макоеву Алихану Амурхановичу присвоено звание Героя Советского Союза с вручением ордена Ленина и медали «Золотая Звезда» (№ 9077).
- Орден Ленина (дважды, 3 июня 1944 г. и 15 мая 1946 г.).
- Орден Красного Знамени (30 ноября 1943 г.).
- Орден Александра Невского (5 марта 1945 г.)
- Орден Отечественной войны I степени (15 июля 1944 г.).
- Медаль «За боевые заслуги» (дважды, 23 февраля 1943 г. и 19 ноября 1951 г.).
- Медаль «За оборону Кавказа».
- Медаль «За освобождение Варшавы».
- Медаль «За взятие Берлина».
- Медаль «За победу над Германией в Великой Отечественной войне 1941-1945 годов».
- Юбилейная медаль «30 лет Советской Армии и Флота».
- Орден «Крест Грюнвальда» (Народная Польша).

## Память
- Именем Героя названа одна из улиц в селе Чикола.
- В Северной Осетии проводятся ежегодные турниры по вольной борьбе имени А. А. Макоева.